# Schoepfia lucida
Schoepfia lucida är en tvåhjärtbladig växtart som beskrevs av Fulle. Schoepfia lucida ingår i släktet Schoepfia och familjen Schoepfiaceae. Inga underarter finns listade i Catalogue of Life.